# St. Peter und Paul (Bad Driburg)

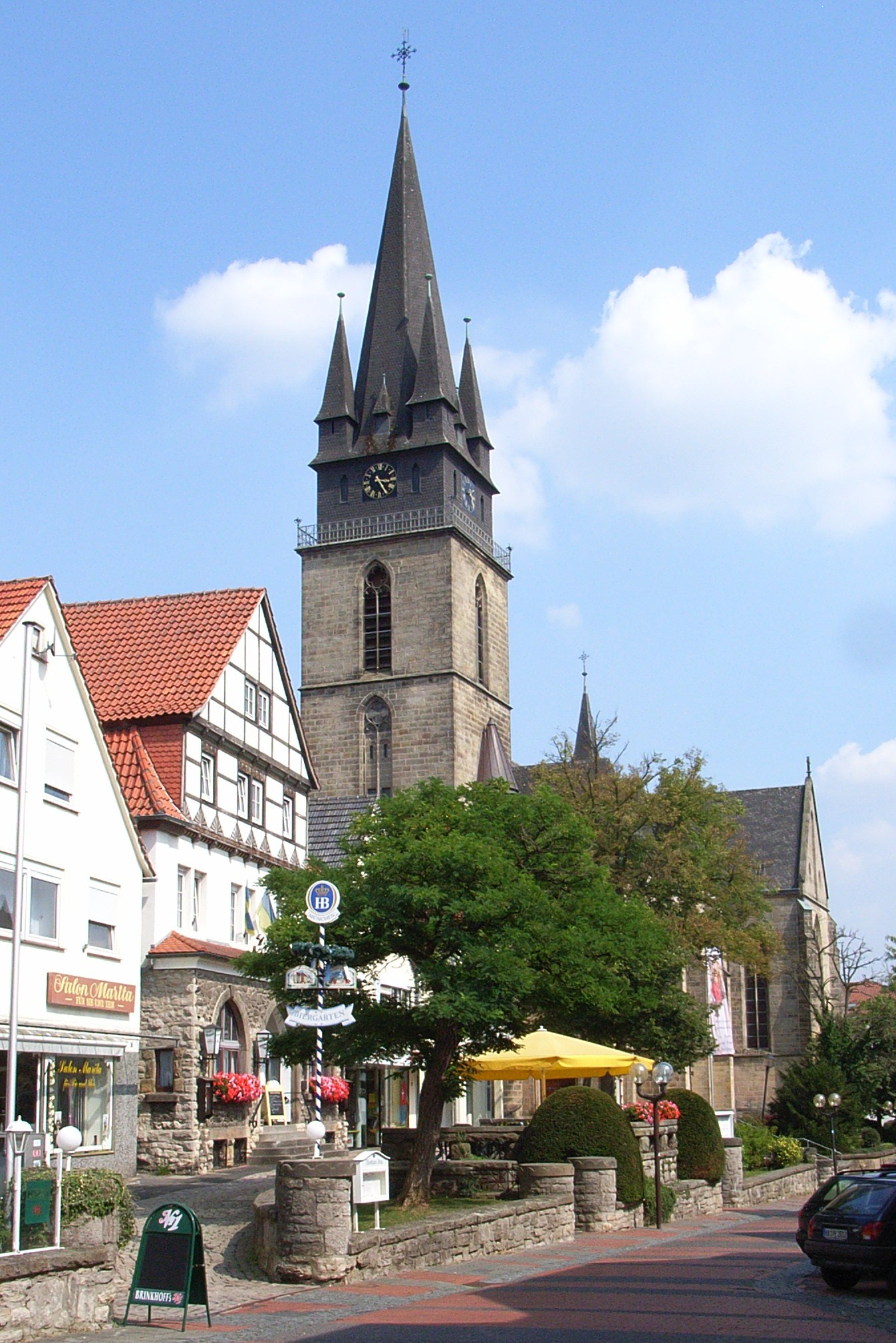
Pfarrkirche St. Peter und Paul

Die katholische Pfarrkirche St. Peter und Paul ist ein denkmalgeschütztes Kirchengebäude in Bad Driburg, einer Stadt im Kreis Höxter (Nordrhein-Westfalen).

## Geschichte und Architektur
Die Pfarrei wurde um 1258 gegründet, zumindest eine Vorgängerkirche ist bezeugt. Im Dreißigjährigen Krieg wurde die Kirche wiederholt geplündert und fiel 1636 einer großen Feuersbrunst zum Opfer. Der Turm stürzte ein. Die Kirche wurde bis 1676 renoviert. Der Kirchturm und das verfallene nördliche Seitenschiff wurden wieder aufgebaut. Die Kirche erhielt eine barocke Ausstattung. 1823 wurde das südliche Seitenschiff abgerissen und dann erheblich vergrößert als dreijochige Anlage errichtet. 70 Jahre später befand sich die Pfarrkirche in einem schlechten baulichen Zustand. Der Regierungspräsident verfügte wegen Baufälligkeit die Schließung. Ein größerer Neubau an gleicher Stelle wurde geplant.
Die neugotische Hallenkirche wurde von 1895 bis 1896 unter der Leitung von Arnold Güldenpfennig aus Sandsteinquadern gemauert. Beratend zur Seite standen Pater Stephan Beissel und Carl Schäfer. Sie ist mit abgewalmten Quersatteldächern gedeckt. Das Gebäude wurde mit einem ausladenden Querhaus und rechteckigen Chorflankenkapellen ausgestattet. Der Turm mit einer Galerie und  aufgesetzten Ecktürmchen steht an der Westseite. Im lichten Innenraum ruhen Kreuzrippengewölbe auf Rundpfeilern. Die Farbfenster wurden von 1896 bis 1898 von der Kölner Glasmalereiwerkstätte Schneiders & Schmolz angefertigt. Die Ausmalung erfolgte 1909 durch Eduard Goldkuhle. Die Ornamentbahnen wurden 1990 überwiegend ersetzt. Das Gebäude wurde 2008/09 umfassend renoviert. Dazu gehörte die Freilegung und Auffrischung der 100 Jahre zuvor vollendeten Ausmalung.

## Ausstattung

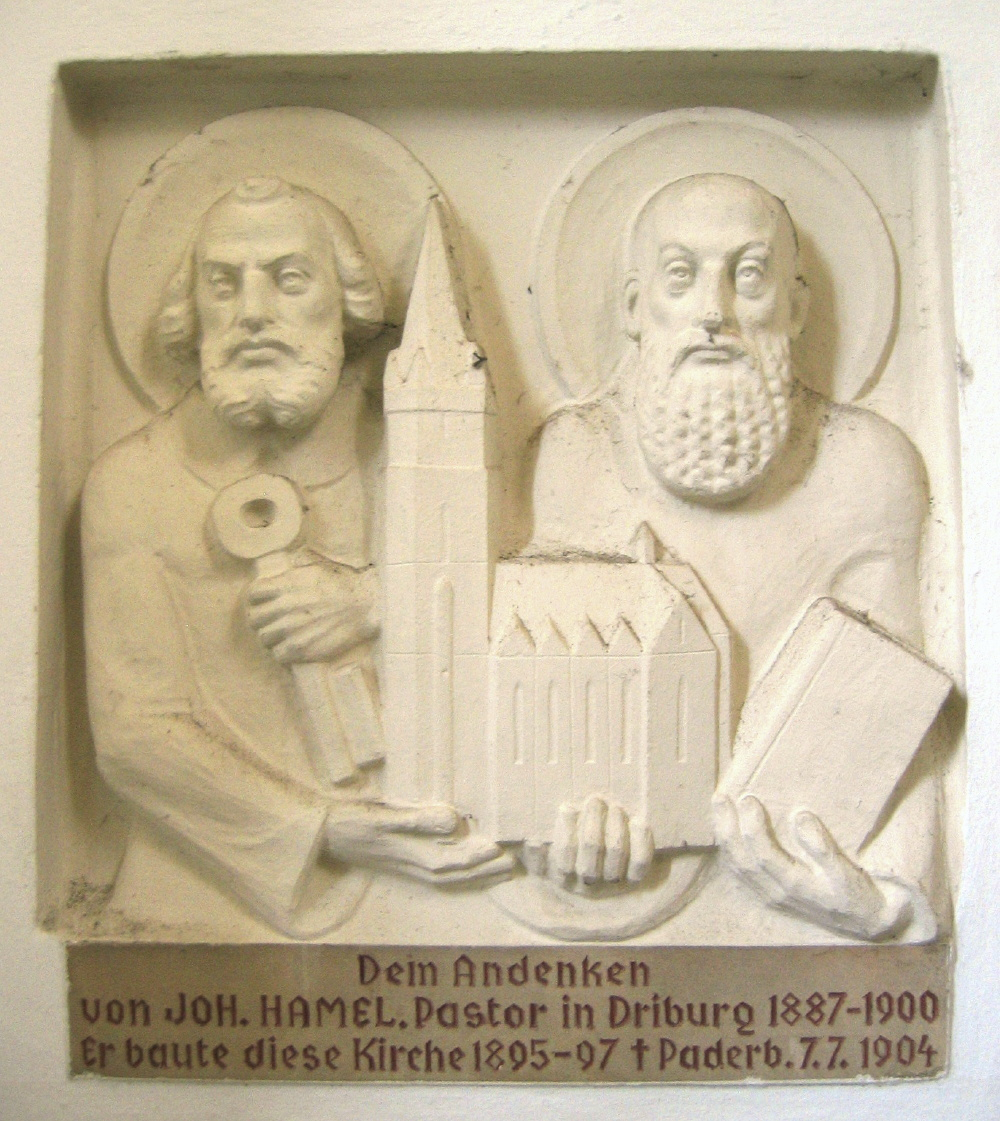
Gedenkrelief

Die bauzeitliche Holzausstattung stammt geschlossen aus der Wiedenbrücker Schule.
- Die Altäre, neugotische Schnitzretabel mit Gesprenge, wurden mit Ausnahme des Marienaltars, von Becker und Brockhinke gebaut. Die Reliefs und Figuren stammen von Anton Mormann, sie wurden 2005 gereinigt. Die Stipites wurden vor 1960 verkleinert.
- Der Hochaltar mit Klapptafeln zeigt innen einen Christuszyklus und außen Figuren der Heiligen Bonifatius, Elisabeth, Liborius, Theresia, Petrus und Paulus.
- Der Marienaltar von Heinrich Schweppenstedde wurde mit einer Mondsichelmadonna von Franz Georg Goldkuhle ausgestattet.
- Auf dem Kreuzaltar ist eine Kreuzigung zwischen dem Ungläubigen Thomas und Christi Himmelfahrt dargestellt.
- Eine Pietà aus Stein
- Josephs Tod aus Stein
- Der Taufstein vom 13. Jahrhundert ist noch von der Vorgängerkirche. Er hat die Form eines Pokals, mit einem Fuß in Form eines umgedrehten Würfelkapitells.
- Die Kreuzwegreliefs aus Terrakotta wurde 1867 gebrannt.
- Kanzel, Orgelbühne und -Gehäuse runden die Ausstattung ab.

### Orgel

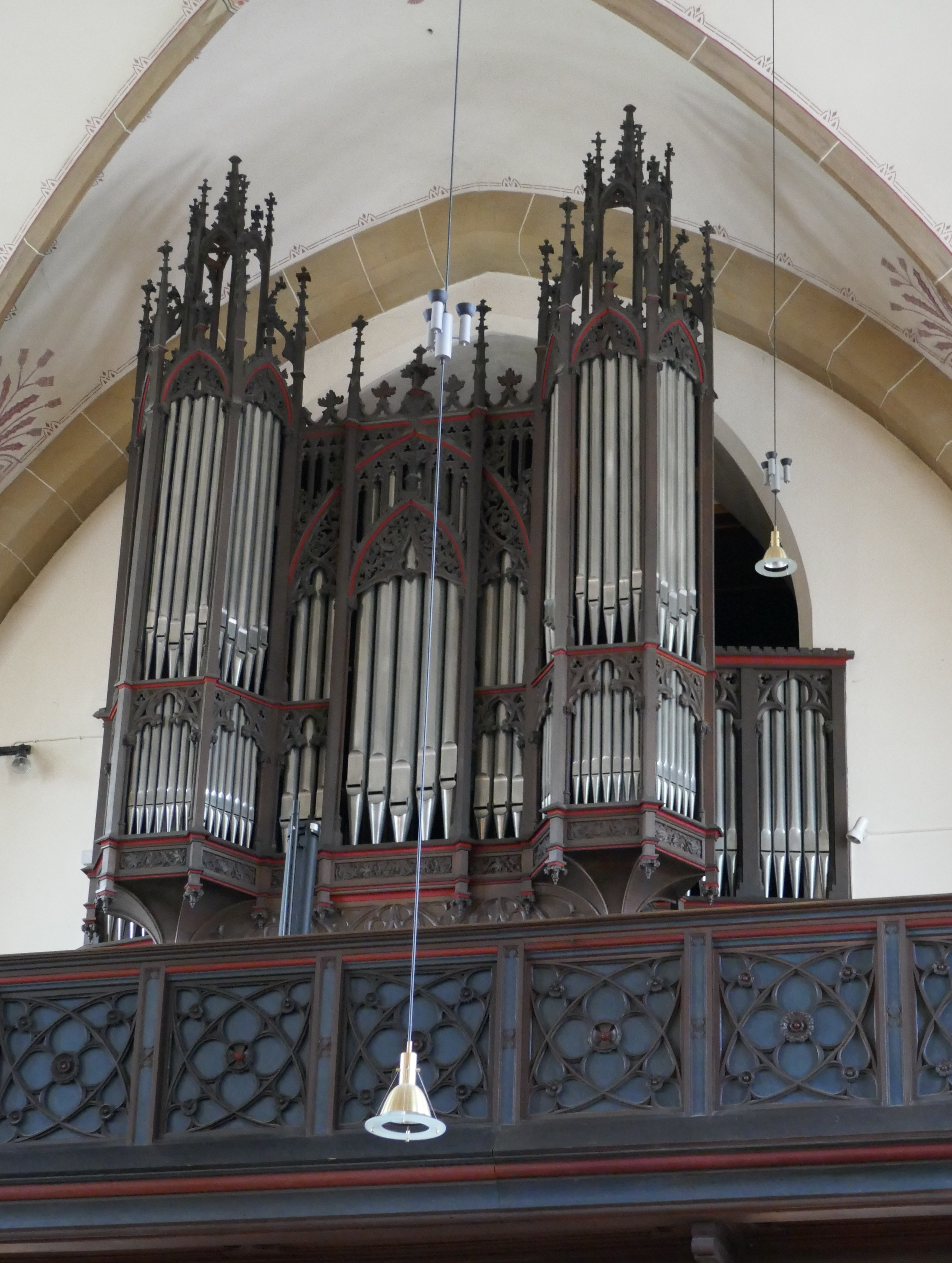
Orgel

Die ursprüngliche Orgel mit 27 Registern wurde 1898 von Eggert aus Paderborn eingebaut. Bei Umbauten im Jahr 1989 wurde sie auf das originale Klangbild zurückgeführt. Das Instrument hat mechanische Schleifladen bei 31 Registern auf zwei Manualen und Pedal.
| I Hauptwerk C–g3 |                 |       |
| 1.               | Bordun          | 16′   |
| 2.               | Principal       | 8′    |
| 3.               | Gamba           | 8′    |
| 4.               | Bordun          | 8′    |
| 5.               | Harmonieflöte   | 8′    |
| 6.               | Octave          | 4′    |
| 7.               | Traversflöte    | 4′    |
| 8.               | Gemshorn        | 2′    |
| 9.               | Cornett III     | 4′    |
| 10.              | Rauschpfeife II | 2 ⁄3′ |
| 11.              | Mixtur III–V    | 2′    |
| 12.              | Zimbel III      | 1′    |
| 13.              | Trompete        | 8′    |

| II Schwellwerk C–g3 |                  |       |
| 14.                 | Gamba            | 16′   |
| 15.                 | Geigenprinzipal  | 8′    |
| 16.                 | Lieblich Gedackt | 8′    |
| 17.                 | Hohlflöte        | 8′    |
| 18.                 | Salicional       | 8′    |
| 19.                 | Vox coelestis    | 8′    |
| 20.                 | Gemshorn         | 4′    |
| 21.                 | Rohrflöte        | 4′    |
| 22.                 | Violine          | 2′    |
| 23.                 | Gambenmixtur IV  | 2 ⁄3′ |
| 24.                 | Klarinette       | 8′    |
|                     | Tremulant        |       |

| Pedalwerk C–f1 |               |     |
| 25.            | Principalbass | 16′ |
| 26.            | Subbass       | 16′ |
| 27.            | Salicetbass   | 16′ |
| 28.            | Violoncello   | 8′  |
| 29.            | Gedecktbass   | 8′  |
| 30.            | Posaune       | 16′ |
| 31.            | Trompete      | 8′  |

- Koppeln: II/I, I/P, II/P

## Glocken
1946–1947 wurden Gussstahlglocken in Sekundschlagtonrippe im Turm eingebaut. Diese waren von mäßiger Klangqualität. Aus technischen und musikalischen Gründen erfolgte 2020–21 der Austausch des Geläutes. Neben fünf neu gegossenen Bronzeglocken kamen auch vier gebrauchte Bronzeglocken aus St. Johannes Baptist in  St. Johannes Baptist Leopoldshöhe Kreis Lippe bei Bielefeld zur Verwendung.
| Nr. | Patron                     | Nominal | Gewicht  | Gussjahr | Gießer                                      | Hängeort   |
| --- | -------------------------- | ------- | -------- | -------- | ------------------------------------------- | ---------- |
| 1   | Hl. Petrus und Paulus      | c'=0    | 2.500 kg | 2020     | Glockengießerei Eijsbouts / Asten           | Kirchturm  |
| 2   | Hl. Mutter Teresa          | e'-2,5  | 1.250 kg | 2020     | Glockengießerei Eijsbouts / Asten           | Kirchturm  |
| 3   | Hl. Johannes der Täufer    | f'      | 975 kg   | 2000     | Glockengießerei Petit & Edelbrock / Gescher | Kirchturm  |
| 4   | Hl. Edith Stein            | g'=0    | 800 kg   | 2020     | Glockengießerei Eijsbouts / Asten           | Kirchturm  |
| 5   | Hl. Maria                  | a'      | 510 kg   | 2000     | Glockengießerei Petit & Edelbrock / Gescher | Kirchturm  |
| 6   | Hl. Liborius               | c''     | 315 kg   | 2000     | Glockengießerei Petit & Edelbrock / Gescher | Kirchturm  |
| 7   | Hl. Karl Borromäus         | d''     | 220 kg   | 2000     | Glockengießerei Petit & Edelbrock / Gescher | Kirchturm  |
| 8   | Hl. Papst Johannes Paul II | f''+3   | 200 kg   | 2020     | Glockengießerei Eijsbouts / Asten           | Kirchturm  |
| 9   | Hl. Papst Johannes XXIII.  | b''+5   | 100 kg   | 2020     | Glockengießerei Eijsbouts / Asten           | Dachreiter |